# 529729 Xida
529729 Xida è un asteroide della fascia principale. Scoperto nel 2008, presenta un'orbita caratterizzata da un semiasse maggiore pari a 3,0437095 au e da un'eccentricità di 0,0493959, inclinata di 6,59489° rispetto all'eclittica.